# Appius Claudius Sabinus Inregillensis
Att(i)us Clausus of Atta Clausus, te Rome Appius Claudius Sabinus Inregillensis (Latijn: App. Claudius M. f. -. n. Sabinus Inregillensis) geheten, was een van oorsprong Sabijns staatsman in de Romeinse Republiek uit de 6e-5e eeuw v.Chr. Hij is bekend vanwege de vorming van de gens Claudia en als leider van de aristrocatische partij.
Hij was een welvarend inwoner van de stad Regillum of Inregilum, gelegen ten noorden van Rome, en trok wegens onenigheid met zijn landslieden over een vredesverdrag met Rome, met zijn gedienstigen (cliens) vanuit zijn geboortestad naar Rome (504 v.Chr.), alwaar zij de Claudische tribus oprichtten.
Hij raakte in Rome al spoedig tot groot aanzien, mede door successen in oorlogsvoering, en was - vermoedelijk - in 496 v.Chr. quaestor urbanus.
In 495 v.Chr. was hij samen met Publius Servilius Priscus Structus consul. Waar Servillus een strategisch beleid volgde ten aanzien van mensen uit het gewone volk (plebejers) met structurele schulden, hield Claudius een harde lijn aan en wilde hen gevangen zetten. Plebejers waren in die periode dringend nodig als soldaten voor het Romeinse leger om aanvallen van de Volsken (Volsci) af te slaan en de machthebbers moesten hen dus goedgezind houden.
Dezelfde gezindheid toonde hij in 494 v.Chr. toen de plebejers, als drukmiddel in onderhandelingen met de patriciërs de stad verlieten (secessio plebis of "uitwijking van het volk") naar de heilige berg. Zij eisten een betere rechtspositie in het civiele recht en binnen het bestuur van de republiek. Volgens de overleveringen zou dit uiteindelijk tot de eerste codificatie van het recht binnen het Romeinse Rijk voeren, de Twaalftafelenwet.
Ook in 493 v.Chr. hield Claudius deze houding aan tijdens een periode van hongersnood, waardoor hij zich bij het volk zeer gehaat maakte.
Een van zijn zonen, Gaius Claudius Sabinus Regillensis, was consul in Rome in 460 v.Chr. en stond mede aan de basis van de totstandkoming van de Twaalftafelenwet.